# Энсли, Джизель
Джизель Энсли (англ. Giselle Ansley, родилась 31 марта 1992 года в Кингсбридже) — британская хоккеистка на траве, играющая на позиции защитницы в клубе «Сёрбитон». В составе сборной Великобритании — чемпион летних Олимпийских игр 2016 года. На международных турнирах представляет Англию, в её составе — чемпионка Европы 2015 года.

## Спортивная карьера
Представляет клуб «Сёрбитон». Ранее выступала за команды «Лафборо» и «Плимут Марджон». За сборные Англии и Великобритании играет с 2013 года. Представляла Англию на Играх Содружества 2014 года (серебряные медали), также выиграла чемпионат Европы в 2015 году. В сборной Великобритании выступила на Олимпиаде в Рио-де-Жанейро и одержала в финале победу над сборной Нидерландов в серии буллитов.